# アシナガバエ
アシナガバエ（足長蝿）は、ハエ目（双翅目）アシナガバエ科 (Dolichopodidae) に属する昆虫の総称である。世界中に分布する汎存種であり、約240属7000種が含まれる。オドリバエ上科の中で最も種数の多い科であり、双翅目全体で見ても種数の多い分類群の一つに挙げられる。
和名にはハエと付くが、実際にはアブにより近縁である。

## 名称
学名はギリシア語の δολιχος (Dolichos, 長い) と ποδος (podos, 脚) を組み合わせたもので、アシナガバエの成虫の足が細長いことを表したものである。この足が長いという特徴は、和名の「アシナガバエ（足長蝿）」にも現れている他、例えば英語では long-legged flies、ドイツ語でも langbeinfliegen (long-legged flies) と呼ばれるなど、各国での名称に反映されている。

## 分類
伝統的な分類では、アシナガバエ科は単系統の科とされ、17亜科を含むとされていた。しかし分類の再検討によって、 ネジレオバエ亜科 (Microphorinae) と Parathalassiinae 亜科が分離された。そのためアシナガバエ科というときに、広義のアシナガバエ科（sensu lato, s.l.）という時にはその2亜科を含むが、狭義のアシナガバエ科（sensu strico, s.str.）という時にはそれらの亜科を含まない範囲の分類群を指す。
アシナガバエ科に属する種は、世界で約240属7000種ほどが記録されており、ヨーロッパでは65属約900種、日本では12属約60種が記録されている。ただしアシナガバエ科の分類学的な研究は進んでおらず、実際の種数は15000種に達すると予想されている。日本にも、未記録種を含めて約500種ほどが生息していると推測されている。また、化石種として多くの種が発見されており、暁新世から中新世までさまざまな地質年代の地層からアシナガバエが記録されている。
広義のアシナガバエ科には以下の17亜科が所属している。このうちネジレオバエ亜科と Parathalassiinae を除く15亜科が、狭義のアシナガバエ科に分類される。この17亜科に約240属が所属しているが、約500種が記録されているアシナガバエ属（Dolichopus）など、非常に多くの種が記録されている属もある。
| - Achalcinae - Babindellinae - Diaphorinae - Dolichopodinae アシナガバエ亜科 - Enliniinae - Hydrophorinae - ナガレアシナガバエ亜科 - Medeterinae - Microphorinae - ネジレオバエ亜科 | - Neurigoninae - キイロアシナガバエ亜科 - Parathalassiinae - Peloropeodinae - Plagioneurinae - Rhaphiinae - Sciapodinae - ヒゲナガアシナガバエ亜科 - Stolidosomatinae - Sympycninae - Xanthochlorinae |

## 形態

### 成虫

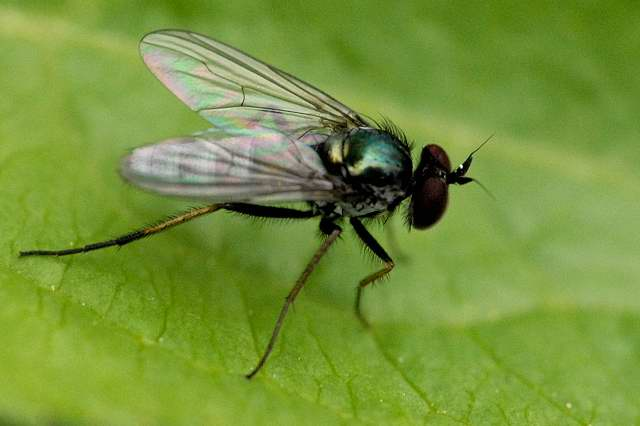
Rhaphium elegantulum (狭義のアシナガバエ科)

狭義のアシナガバエ科に含まれる種は、体色が光沢のある金緑色、あるいは黄褐色のものが多い。他に藍青色、銅色の種もおり、まれに黄色、黒色といった体色を持つ種もいる。広義のアシナガバエに含まれるネジレオバエ亜科と Parathalassiinae 亜科の種は、暗灰色などそれより比較的地味な体色をしている種が多い。成虫の体長は約0.8-9.0mmであるが、広義のアシナガバエ科に含まれる2亜科の種は1-3mmとやや小型である。この2亜科に属する種と、狭義のアシナガバエ科に含まれる種との形態的な違いとしては、翅の形状や翅脈などが特に目立つものであるが、その他に口器や触角、生殖器の形状の違いも重要な差異として知られている。
頭部は半球状で、複眼は雌雄どちらでも離れてつく。複眼の間にある単眼三角区 (ocellar triangle) には3つの単眼がある。剛毛式的な特徴としては、単眼剛毛が2本、後頭頂剛毛が2本、頭頂剛毛が通常2本ある。触角は3節からなり、短い。触角第3節の背面か先端から2節の刺毛が生じる。
翅脈（羽の脈）は単純で、脈の本数は比較的少ない。同じオドリバエ上科に属するオドリバエ科の翅脈と比較して、第二基室（bm）が中室（d）と融合（bm+d）している点や、r-m横脈が翅の基部近くから生じている点、肘室 （亜前縁室、subcostal cell）が極めて小さい点などが異なっている。
雄の交尾器は大きく、腹部下側につく。交尾器の先端は前方に向かって曲がっている。

### 幼生
アシナガバエの幼虫は白色の円筒形で、12の体節からなる。腹部第1-7節は1対の匍匐帯をもち、腹部末端節には4つ以上の葉状突起をもつ。また末端節の背側には気門と刺毛束をもつ。
蛹は繭に覆われることもある。頭胸部背面には1対の大きな呼吸管がある。腹部背板には通常、棘の横列がある。肛節は種によって異なるが、丸みを帯びるか1対の刺を持つかである。
| ネジレオバエ亜科 Microphorinae | Parathalassiinae                             |
| アシナガバエ科（広義）の翅脈。下図左はM脈が湾曲するタイプ、下図右は直線的なM1脈だけが存在し、M2脈が欠けている。 C: 前縁脈(costa); Sc: 亜前縁脈(subcosta); R: 径脈(radial veins), M: 中脈(median veins); Cu: 肘脈(cubitus veins); A: 臀脈(anal veins); h': 肩脈(humeral veins); rm: 径中横脈; cu-m: 中肘横脈; 'd: 中室(discal); br: 第1基室(1a basale); bm: 第2基室(2a basale); cup: 腎室(posterior cubital) |                                              |
| アシナガバエ科（広義） Dolichopodidae s.str. | アシナガバエ科（広義） Dolichopodidae s.str. |

## 生態
アシナガバエの成虫は草地などでよく見られ、特に湿気のあるところで多い。種によって生息環境は異なるが、濡れ落ち葉の上や水たまり周辺、林縁の下草の葉上、樹幹などで見られる。また、イソアシナガバエ属（Conchopus）やムモンイソアシナガバエ属（Acymatopus）など海岸の岩礁域に生息するような種もある。幼虫は渓流付近の石の上や水たまりなど水中で生活する。ただし幼生の研究はほとんど進んでいない。
成虫期の食性は昆虫食で、節足動物を捕らえて餌としている。幼虫は捕食性の種と腐食有機物食の種がいる。ただし例外的に、Thrypticus の種は植物の茎に産卵し、幼虫はその植物を餌とする。

## 人間との関係
屋内に入り込んでくることもあるが、体長も小さく目立った害となることは少ない。
一方、農作物に被害をもたらすアブラムシやアザミウマ、ダニなどを捕食するため、農業的には重要な昆虫であるとみなされている。

## 関連書籍
- BRADLEY J. SINCLAIR & JEFFREY M. CUMMING 2006. The morphology, higher-level phylogeny and classification of the Empidoidea (Diptera) (Zootaxa 1180) Magnolia Press, Auckland, New Zealand
- GWYNNE SHIMIN LIM, WEI SONG HWANG, SUJATHA NARAYANAN KUTTY, RUDOLF MEIER, PATRICK GROOTAERT (2010) Mitochondrial and nuclear markers support the monophyly of Dolichopodidae and suggest a rapid origin of the subfamilies (Diptera: Empidoidea). Systematic Entomology 35(1) 59-70
- 楊定他編著『中国動物誌 昆虫綱 第53巻 双翅目長足虻科』（2011年、科学出版社）